# Claire Redfield
Claire Redfield (クレア・レッドフィールド Kurea Reddofīrudo?) es un personaje ficticio de la franquicia de terror Resident Evil (Biohazard en Japón) de Capcom. Claire es la hermana menor de Chris Redfield, un oficial de policía especial estadounidense y protagonista de los videojuegos Resident Evil 2 y Resident Evil Code Veronica; el rol de Claire en estos videojuegos corresponde a una superviviente del brote de zombis y que se convierte en vigilante. Regresó como una activista secuestrada en el videojuego Resident Evil: Revelations 2 después de estar ausente de la serie principal durante una década y media desde Code Veronica.
Claire también ha aparecido en varios otros medios, incluidos varios videojuegos adicionales, la película animada por computadora Resident Evil: Degeneration y las películas de acción no canónicas Resident Evil: Extinción, Resident Evil: Resurreción y Resident Evil: El Capítulo Final, así como en la promoción y comercialización de la franquicia. Fue muy bien recibida por la crítica y se convirtió en uno de los personajes más populares de Resident Evil.

## Reseña del personaje
Claire comienza a preocuparse de su hermano Chris después de haber perdido contacto con él, después se desplaza a Raccoon City para buscarlo, pero lejos de encontrarlo es Umbrella quien se cruza en su camino. A sus 19 años de edad, fue una de los pocos supervivientes de la ciudad junto a Leon S. Kennedy ; por ello siente el enorme deseo de hacer justicia y vengarse del daño provocado por Umbrella. Con el paso de los años, también se vuelve uno de los miembros de la organización anti-bioterrorismo llamada Terra Save.

## Biografía
Claire vivía con su hermano mayor Chris; siendo muy jóvenes perdieron a sus padres tras un accidente, y por ello debieron arreglárselas juntos para sobrevivir, formando así un estrecho vínculo. Vivieron con sus abuelos unos cuantos años, hasta que ellos también murieron. Con el paso de algunos años, mientras su hermano comenzaba su carrera militar en las Fuerzas Aéreas de Estados Unidos, Claire estudiaba en una universidad, ella no era una universitaria común y corriente su hermano la había entrenado en el uso de cuchillos, armas de fuego y combate cuerpo a cuerpo.

## Resident Evil 1.5(cancelado)
Es como se le conoce a la versión prototipo de Resident Evil 2. En RE 1.5 no se tenía planeado la aparición de Claire, si no la de Elza Walker, personaje similar a Claire, que en lugar de ir a Raccoon City como lo hizo en la versión final, en el proyecto original ella se trataba de una estudiante en la universidad de Racoon City con una afición por las motocicletas. Dos de los personajes secundarios de apoyo para su escenario eran Robert Kendo y Sherry Birkin.

## Resident Evil 2
Al llegar a Raccoon City es salvada de un zombi por Leon S. Kennedy, un policía del RPD en su primer día de trabajo; juntos intentan escapar de la ciudad pero luego de un accidente se ven obligados a seguir caminos separados. En el departamento de policía, Claire comienza a descubrir la verdad, Umbrella está detrás del desastre biológico. Otros personajes que conoce durante su estancia son Annette Birkin, esposa y ayudante del creador del G-Virus, William Birkin; Sherry Birkin, hija de los Birkin a la que salva durante el juego, Brian Irons jefe de policía de los RPD, culpable de varias muertes de oficiales de policía, Marvin y Elliot Edward. 
Mientras Claire ideaba un plan para salir de la ciudad, ella y Sherry son atacadas por el mutado William, las dos logran esconderse en las alcantarillas, pero Sherry se separa de Claire, y ahí es cuando William logra infectar a Sherry; cuando Claire la encuentra en mal estado se dirige a los laboratorios subterráneos de Umbrella, para encontrar el antídoto; Claire se encuentra con Annette una vez más, pero William vuelve a aparecer e hiere terriblemente a su esposa, Annette. Antes de morir, Annette le da a Claire las instrucciones para crear la cura del Virus G; después de que el sistema de autodestrucción es activado, Claire contacta a Leon para que lleve a Sherry al tren de escape. Claire logra crear el antídoto, pero antes de poder reunirse con Leon y Sherry, William aparece de nuevo, y Claire se ve obligada a derrotarlo. Luego de la batalla con Birkin, Claire se reúne con Leon, y le da el antídoto a Sherry. Desafortunadamente, Birkin, ahora como una masa gigante, ataca el tren, causando otro sistema de autodestrucción por el peligro biológico, Claire, Leon y Sherry logran escapar a duras penas, antes de que el tren explote, matando así, de una vez por todas, a William Birkin.

## Resident Evil: Operación Raccoon City
En esta entrega, Claire y Leon siguen teniendo la historia de Resident Evil 2, pero esta vez con la diferencia de que son perseguidos por la U.S.S. de Umbrella Corporation, ya que esta tiene la misión de matar a todo aquel que sepa la verdad sobre Umbrella, y ellos conocen los secretos de esta por ser supervivientes de los aterradores atentados de Raccoon City.

## Resident Evil 3 (Epílogo)
«Déjanos en paz». Claire no podía creer las palabras de Leon.
Leon continuó: «Estás buscando a tu hermano, ¿verdad? ¡Sigue!».
Claire sabía que Leon y Sherry necesitaban un médico urgentemente, pero no podía perder más tiempo. «Yo... volveré. ¡Lo prometo!», dijo mientras desaparecía sola entre la maleza.}}

## Resident Evil: Code Veronica
Tratando de encontrar a su hermano perdido viaja hacia Europa (París), donde se infiltra en una base de Umbrella pero luego cae prisionera a manos de Rodrigo Juan Raval, militar experto de Umbrella, quien la lleva hacia la isla Rockfort; Claire está en las celdas cuando la isla es atacada y el virus T escapa, provocando que la mayoría de los prisioneros y guardias se conviertan en zombis, después de escapar de las celdas se encuentra con Steve Burnside, un prisionero que escapó tras el ataque a la isla, y junto con él, conoce de paso a la familia Ashford; Claire le envía un mensaje de correo electrónico a Leon con su ubicación y éste contacta con Chris, el cual acude a la isla Rockfort para rescatar a su hermana. Durante su "estancia" en la isla, Claire se enfrenta a los diversos experimentos de Umbrella hasta que junto con Steve, logran descifrar los secretos de la extraña familia Ashford y logran escapar de la isla, pero para su infortunio son enviados hacia la Antártida a otra base militar de Umbrella. Ahí, en la base militar de la Antártida, Claire tiene su último enfrentamiento con los Ashford, y trata de escapar junto con Steve Burnside, pero son frenados por el poder de Alexia Ashford. Después de recibir el correo electrónico de Claire, Chris viaja hacia la isla solitaria de Rockfort y encuentra a Rodrigo, quien lo ayuda brevemente antes de morir por un gusano gigante, y sigue su rastro hasta que se encuentra con Albert Wesker con quien tiene un breve enfrentamiento. Después de encontrar pistas sobre el paradero de su hermana, Chris se dirige hacia la Antártida, donde se topa nuevamente con Albert Wesker. Chris logra encontrar a Claire, y juntos van en busca de Steve, quien sufre una mutación a causa del Virus T-Veronica, y muere luego de salvar a Claire de un téntaculo controlado por Alexia Ashford, y cuando Claire escuchó a Steve, revelando su amor hacia ella y lo aceptó, jurándole que pronto serán todos libres. Después de que Chris tuviera una batalla con Alexia Ashford y posteriormente otra con Albert Wesker, él y Claire volvieron donde estaba el cuerpo de Steve que había desaparecido; encontrando un mensaje de "Yo gané este juego" y una daga que era una igual al que tiene Chris, al saber quién acompañaba a Claire. Al final, Claire escapa con Chris de la base Antártida, que explota antes de que termine la cuenta regresiva de autodestrucción.

## Resident Evil The Darkside Chronicles: el juego del olvido
Posee la misma historia que resident evil cv pero con la diferencia de que nunca se separa de Steve a lo largo de la historia, que su hermano Chris tiene menos protagonismo que el anterior, ambos son quienes destruyen a Alexia y que ella no tiene conocimiento absoluto de quien es Albert Wesker, cuando Claire fue por Steve, al ver que su cuerpo no está al descubrir que se lo llevaron.

## Resident Evil Survivor 2
Los eventos de este juego son realmente un sueño que Claire tiene tras huir de la Antártida con su hermano Chris Redfield al final de Resident Evil: Code Veronica.

## Resident Evil: Degeneration(película)
Después de que Chris rescató a Claire, los hermanos Redfield se separaron. Chris se unió a la BSAA, mientras Claire volvió al lado de Sherry para ofrecerle su apoyo emocional durante las pruebas diarias y experimentos llevados a cabo por el gobierno de los Estados Unidos. Con el tiempo, se unió a una organización no gubernamental de derechos humanos llamado TerraSave. Siete años después del incidente de Raccoon City y el incidente de la isla Rockfort, Claire llega al aeropuerto de Harvardville siendo recibida por otra miembro de Terra Save, la cual le pide a Claire cuidar a su sobrina, Rani, porque ella irá a buscar la limusina. Claire y Rani se presentan y esperan a que la tía de vuelva. El senador Davis, disfrazado, junto a sus guardaespaldas tratan de abandonar el aeropuerto hasta que lo descubre Rani. En ese momento un grupo de infectados comienzan a atacar a la gente en el aeropuerto, Claire intenta ayudar al senador Davis ya que sus guardaespaldas fueron asesinados por los zombis, y ahí es cuando un avión se estrella con el aeropuerto, y de él, comienzan a bajar un gran número de zombis.
Claire, Rani, Ron y otros se refugiaron en el salón VIP del aeropuerto. Claire envió una llamada al 911 para pedir rescate, que fue recibido por el miembro del SRT, Angela Miller. Después de llamar al 911 y esperar la ayuda, un grito repentino seguido por disparos hacen que Claire quiera ir a ver si aún hay más supervivientes. Equipada con un paraguas, Claire se abrió paso en los pasillos para encontrar de donde provenía aquel grito. En ese momento se encuentra con su viejo amigo, Leon S. Kennedy y los miembros del SRT, en los túneles, Angela Miller y Greg Glenn. El grupo regresó al salón y trató de pensar en una ruta de escape. Leon sugirió ir por el lobby ya que es el área más amplia. Ron no está de acuerdo hasta que Claire está de acuerdo con Leon diciendo que los zombis son lentos y el grupo puede esquivarlos.Ron deja salir su frustración sobre Claire hasta Leon le informa que ella fue uno de los supervivientes del incidente de Raccoon City, dando las razones por las que ella sabía qué hacer con el brote. El grupo recorrió el vestíbulo con Leon, Angela, y Greg quienes mataban a los zombis de los alrededores. A medida que el grupo llegó al final del vestíbulo, Greg es mordido, y le dice al grupo que sigan adelante sin él. Ellos se cobijaron arriba en un gran trozo de escombros causados desde el avión. Los zombis comienzan a rodear al grupo. Ron decide escapar sin ellos y al bajar golpea a Rani fuera de los escombros.
Claire oye un grito y se da cuenta de que Rani está siendo atacada por zombis. Claire, sin un arma, salta hacia abajo para protegerla. Leon intenta ayudar a Claire hasta que es atacado por un zombi. Él lanza a Claire su arma mientras forcejeaba con el zombi, Claire la atrapa y mata a todos los zombis que atacan en un instante. Claire junto a Rani luego de reunirse con el resto del grupo, logran escapar del aeropuerto con vida. Como Rani se reúne con la tía, Claire observa al senador se acerca a él y lo golpea puesto a lo que le hizo a la niña poco después ella junto a Leon se reúnen de nuevo con el senador y Frederic Downing, el hombre que ella vio antes en el aeropuerto. Como Frederic habla de una vacuna, Claire piensa que el brote actual es culpa de TerraSave. Ella se dirige a las tiendas muy triste entonces Leon consuela Claire y le dice que no es su culpa y que el camino que ella eligió fue el correcto mientras recuerdan lo que vivieron en Racoon City. En ese momento, los camiones de vacunas explotan, lo que hace que Leon, Claire y Angela acudan al lugar de los hechos. Se reúnen con Ron y Frederic y Claire les dice que ella piensa Curtis Miller podría ser el terrorista.
Finalmente Claire se dirige a WilPharma con Frederic. Después de escuchar una conversación entre Frederic y Ron, se entera de que el G-virus se encuentra allí, Frederic le dice que tiene que ir a arreglar el servidor. Claire entonces llama Leon y le cuenta acerca del virus, pero en ese momento frederic la llama y le dice que hay una bomba de tiempo cuando la señal se corta mientras esta explota, causando que un cristal se incrustarse dentro de la pierna de Claire, afectando severamente su movilidad. Leon más tarde encuentra a Claire y la ayuda a llegar a un ascensor que la llevaría a su huida y le entrega su arma de respaldo mientras le dice que se cuide y ella le responde tu también mientras le guiña un ojo. En lugar de dejar las instalaciones, Claire encuentra la sala de control y trata de ayudar a Leon y Angela a escapar de Curtis, que había mutado debido a una auto-inyección del G-virus.
Una vez que Curtis fuera eliminado, los tres supervivientes se reúnen fuera junto con Ron. Claire descubre que Frederic estaba detrás de todo el incidente en el aeropuerto. Leon, Claire y Angela van a buscar a Frederic Downing, que tenía una muestra del G-Virus con él. Angela arresta Frederic, y deja que la Policía se haga cargo del resto de la situación. Al día siguiente, Leon y Claire se reúnen con Angela. Le cuentan a Angela sobre los planes de Frederic y que su hermano Curtis era inocente. Con la amenaza de más brotes sometido temporalmente, Leon y Claire se despiden de Angela, y cuando están solos cada uno debe irse por caminos separados, y Leon le dice a Claire que espera que la próxima vez que se encuentren, sea en un lugar más placentero, a lo que Claire responde: «estoy de acuerdo».Leon se va corriendo a su próxima misión en un helicóptero, mientras que Claire decide irse con Rani y la tía en su vehículo.

## Resident Evil 6
No hace una aparición en persona pero se le menciona cuando Sherry se encuentra por primera vez con Chris con su equipo, esta se les acerca y les dice su nombre y que trabaja en seguridad nacional a lo que Chris se le acerca y le dice: " ¿Sherry Birkin?, estuviste en Raccoon City a lo que Sherry le pregunta cómo lo sabe y Chris le dice: "Claire, mi hermana me habló mucho de ti".
Otra mención que se le hace es cuando Sherry y Jake están refugiados en una cabaña y Sherry le explica a Jake porque sus heridas se regeneran tan rápido y le dice que cuando era pequeña fue infectada en Raccoon City por la mutación de su padre y que Claire y Leon la salvaron de morir en la ciudad.

## Resident Evil: Revelations 2
Antes de los sucesos ocurridos en Resident Evil 6, alrededor del año 2012, Claire se encuentra en la sede de TerraSave, junto con la incorporación más reciente: la hija mayor de Barry Burton, Moira Burton; donde se realizaba una fiesta hasta que un equipo de asaltantes no identificado entra al lugar y la secuestra. Cuando Claire despierta, se encuentra en una celda de una prisión con una extraña pulsera conectada a su brazo. La puerta de la celda se abre, por alguien que opera los controles y ve por las cámaras de seguridad de la prisión, Claire se encuentra con Moira juntas exploran la isla en busca de respuestas, pero muy lejos de encontrarlas observan como horrendas criaturas, las cuales son los habitantes mutados que acechan en la oscuridad de la instalación, asesinan a una de los miembros de Terra Save y ahora quieren matarlas a ellas. Al mismo tiempo, la mujer a cargo de la instalación, llamándose a sí misma la autoridad, observaba y se comunica con ellas a través de los altavoces en sus brazaletes, recitando las obras de Franz Kafka y dirigiéndolas a través de la isla.
Después de escapar de la prisión abandonada, ella y Moira van hacia la torre de radio para pedir ayuda. Al llegar a la torre de radio, Claire activa la energía de la señal de la radio que estaba inactiva mientras que Moira permanece en el interior para fijar la antena de la torre de radio. Mientras que Moira estaba pidiendo auxilio desesperadamente mediante la radio, Claire observa los alrededores mientras estaba en la parte superior de la torre de radio, dándose cuenta de que terminaron en una isla aislada.
Claire y Moira ahora se dirigen al Wossek. En el momento en que llegaron a Wossek, Claire se encuentra a Gabriel Chávez y Pedro Fernández quienes eran miembros de Terra Save y sus amigos sintiéndose aliviada al verlos vivos. Gabe le explica a Claire que él, Pedro, Neil Fisher y Edward Thompson se despertaron en el bosque y Edward terminó siendo asesinado. Él y Pedro se separaron de Neil durante su persecución. Entonces Claire es llamada por la autoridad, la cual les dice que cada uno de ellos está infectado con un virus especial que se activa con el miedo, esto enoja a Gabe y los guía a las afueras de la isla, donde encuentran un helicóptero abandonado y requiere una batería nueva y un combustible que Gabe pide a Claire y Moira que lo busquen.
Después de dar la batería y combustible a Gabriel, oyen la sirena y Claire se da cuenta de que fueron engañados por la autoridad, ella y Moira rápidamente vuelven a al bar a detener la sirena. Pero entonces Pedro al ceder ante el miedo de morir, su brazalete cambia de color a rojo brillante, Claire se acerca a él pero empieza a mutar y cuando estaba a punto de ser asesinada por el, es salvada por Moira, Pedro está completamente mutado en un Afligido mientras sostiene su taladro que las obliga a luchar contra el y otros Afligidos. Cuando no son capaces de detenerlos, son salvadas por Neil. Claire también explica a Moira que Neil es su jefe como él se presenta a ella la reconoce como la hija de Barry, mientras ella le dice que no mencione a su padre. Los 3 deciden entrar en la torre pero son atacados nuevamente. Cuando Claire intenta ayudar a Neil a subir, los Afligidos logra romper la puerta y les dice que vayan a la torre mientras él se encarga de los Afligidos.
En su camino, se encontraran con una niña llamada Natalia, la cual huia de ellas. Entonces Claire le impide correr, ella le pregunta hacia donde va pero Moira interrumpe a Claire y habla con ella mostrando su simpatía por Natalia, ella le muestra su pulsera así afirmando que son como hermanas. Las 3 finalmente logran estar fuera de la torre, donde Gabe está pilotando el helicóptero afirmando que él va a salir de la isla, sólo para ser atrapado por la autoridad, quien se burla mientras los mandos del helicóptero se rompen en pedazos. Claire, Moira y Natalia son testigos de la muerte de Gabriel quien al sucumbir ante el miedo empezaba a mutar por lo que decide cortarse la mano tratando de detener la mutación, mientras se estrellaba con el helicóptero en el edificio abandonado. Moira se da cuenta de que Natalia ha sido secuestrada después y junto a Claire deciden dirigirse a la torre para encontrarla.
Cuando no son capaces de encontrar a Natalia, Claire decide ir hacia la fábrica pues encuentra una carta de Neil que le decía que se dirigiese a ese lugar llamado el Kierling. Después de evitar varias trampas, el dúo se da cuenta de que es una trampa hecha por la autoridad, Claire y Moira logran escapar al ver que el lugar está a punto de colapsar lanzándose al hidrovía para evitar morir en la explosión. A medida que se dirigen a la torre, Claire encuentra el libro de visitas de Neil en el cual están sus nombres en las listas de invitados, Claire descubre que Neil es el verdadero autor detrás del asalto a la sede TerraSave, y que vendió a sus amigos para la autoridad. De repente, ambas observan a Neil hablando con la autoridad mediante una cámara de seguridad quien es Alex Wesker hermana de Albert Wesker quien lo traiciona inyectándole el virus Uroboros llamándolo un perro faldero. Alex también revela el verdadero motivo de Neil para ayudarla para justificar el incidente causado por Morgan Lansdale durante el pánico Terragrigia hace siete años.
El dúo decide ir a por los niveles superiores donde encuentran a Neil, quien está empezando a mutar a causa del uruboros, Neil pide perdón a Morgan por no revivir a la FBC y entonces completa su transformación, Claire logra derrotar al Neil mutado temporalmente, pero Neil revive y usa sus tentáculos para detener a Claire y Moira, que se dirigen hacia el ascensor. Claire lo acuchilla con fuerza varias veces para salvar a Moira pero entonces los tres caen al precipicio. Cuando Claire intenta ayudar a Moira a levantarse, es inmovilizada por Neil en su estado mutado haciéndola soltar su pistola. Moira entonces supera su miedo a las armas y logra matar definitivamente a Neil salvando a Claire. Claire y Moira llegan a la cima de la torre, Claire se dio cuenta de que Alex las estuvo vigilando todo este tiempo mediante cámaras de seguridad, finalmente se enfrentan a Alex quien afirma que ha logrado superar tanto Oswell E. Spencer como a su hermano Albert, entonces termina dándose un balazo en la cabeza. Antes de su muerte suicida, Alex se las había arreglado para activar la secuencia de autodestrucción que obliga a que Claire y Moira escapen. En el momento de su fuga, Moira logra salvar a Claire de una pila de escombros. Claire le dice que ella va a volver a salvarla cuando se vio al borde de la torre. Sin otra alternativa, Claire salta hacia el mar antes de que la isla explote. Claire despierta en camilla en el hospital después de ser rescatada. Barry le pregunta qué pasó con Moira, Claire se disculpa con tristeza sobre lo sucedido a Moira que no pudo salvarla mientras una lágrima cae de su ojo entonces es llevada de inmediato dentro de la unidad de cuidados intensivos para el tratamiento. Barry luego se dispone a buscar a Moira.
Seis meses más tarde, después de recuperarse en el hospital, Claire finalmente se corta el cabello y vuelve a la isla en helicóptero. Ella llega a tiempo para salvar a Barry, Moira y Natalia antes que Alex que ahora ha mutado en su punto vulnerable le dispara con un rifle de francotirador. Claire entonces intenta disculparse por tomar tanto tiempo para salvar a Moira, pero Moira interrumpe y le dice que "se calle" rápidamente. Al darse cuenta de que Alex todavía está viva, le apunta nuevamente. Como Barry continúa luchando contra Alex, Claire le apoya desde el helicóptero con el francotirador. Claire se las arregla para finalmente acabar con ella con un RPG-7. Después de la pelea, cuando todos se encuentran a salvo Claire le pregunta a Barry lo que va a hacer y este le responde que él va a volver a ser padre mientras mira a Natalia y esta le sonríe.
En 2013, después del incidente, se ve a Claire conduciendo en una camioneta por una carretera, mientras llama a un interlocutor no identificado, quien le informa que su hermano, Chris, que está en China (la misión de detener el brote Lanshiang bioterrorismo con Piers y sus hombres en Resident Evil 6). Ella le dice que le diga a Piers que "cuidara de él" antes de colgar. Entonces se dirige hacia la residencia Burton.

## Personalidad
A lo largo de la serie de videojuegos, Claire muestra signos de emociones hacia varios de los personajes de esta. Claire también desarrolla una relación muy estrecha con personajes como Leon S. Kennedy, Sherry Birkin, Moira Burton y Steve Burnside, por citar algunos. Pero la relación más cercana que tiene es con su hermano Chris Redfield, tal y como se puede ver en Resident Evil Code: Veronica.
Sin embargo, en las películas basadas en Resident Evil con actores reales, su personalidad parece muy diferente a la de los videojuegos. Ella aparece como un tanto arrogante, aunque quizá se deba a que actúa como una líder y también por su pérdida de memoria en Resident Evil: Afterlife. Una similitud con los videojuegos es que Claire también tiene un papel de hermana para muchos de los supervivientes más jóvenes (en particular, K-Mart, que se encuentra comúnmente a su lado).

## Historial
- Claire perdió a sus padres cuando ella tenía cinco años de edad. Ella y su hermano Chris Redfield estuvieron viviendo con sus abuelos hasta que Claire cumplió los 9 años de edad, momento en que los abuelos mueren al siguiente año.

- Antes del desastre de Raccoon City, Claire estudiaba en una universidad, y tras graduarse fue a buscar a su hermano. Este dato, al igual que el anterior, es exclusivo de las novelas, por lo que no son oficiales.

- En el mes de septiembre de 1998, Claire se dirige a Raccoon City para encontrar a su hermano Chris, viéndose involucrada en un desastre biológico causado por la corporación Umbrella.

- Tres meses después del desastre de Raccoon City, Claire viaja a París en busca de Chris, infiltrándose en uno de los laboratorios de Umbrella, siendo capturada y enviada a Rockfort Island.

- En Resident Evil: Degeneration, Claire trabaja para Terra-Save y viaja por todo el mundo.

- Es una de los protagonistas en Resident Evil: The Darkside Chronicles, junto con Leon S. Kennedy, y Steve Burnside en los escenarios de Resident Evil 2 y Resident Evil Code: Verónica.

- La actriz Ali Larter le dio vida en la película Resident Evil: extinción en 2007, en Resident Evil: Afterlife en 2010 y en Resident Evil: The Final Chapter en 2016.

- Aparece como personaje jugable en Resident Evil: Mercenaries 3D, para la consola Nintendo 3DS.

- También aparece en Resident Evil: Operation Raccoon City, para PlayStation 3 y Xbox 360.

- Es uno de los personajes principales de Resident Evil: Revelations 2, para PlayStation 3, PlayStation 4, PlayStation Vita, Xbox 360, Xbox One y Windows.

- La actriz británica Kaya Scodelario fue confirmada en octubre de 2020 para darle vida en una nueva adaptación cinematográfica de la franquicia de Capcom dirigida por Johannes Roberts a estrenarse en algún punto del 2021.

## Otros datos de interés
- En el juego Resident Evil 1.5 (el prototipo de Resident Evil 2) no se tenía planeada la aparición de Claire Redfield, sino de Elza Walker, un personaje similar a Claire.
- En Resident Evil 1.5, en la perrera hay una perrita llamada Claire.
- Claire llegó a Raccoon City en una Harley-Davidson.
- En Resident Evil: Degeneration, Claire lleva los mismos zapatos de Leon de Resident Evil 4 pero de otro color.
- En la misma película, Claire conserva la misma voz por la actriz Alison Court, quien previamente la interpretó en Resident Evil 2.
- Claire y Leon siguen en contacto durante el movimiento para acabar definitivamente con Umbrella.
- Es considerada uno de los personajes más versátiles, ya que puede adaptarse a cualquier situación.
- En las novelas, escritas por S.D. Perry, Claire y Leon tienen una relación mucho más estrecha e íntima, hasta el punto de que Leon se siente confundido acerca de sus sentimientos hacia ella. Esto se puede ver una pequeña referencia, el Resident Evil 2 (videojuego de 2019) donde un, breve instante ambos se ven y a ella se le dona un pequeño rubo en sus mejillas, en cambio a él se le nota una pequeña sonrisa al verla.
- De los protagonistas frecuentes de la saga, es la única que no recibió entrenamiento militar.
- Los emblemas de sus chaquetas en Resident Evil 2 y Resident Evil Code: Veronica son en honor a las canciones del grupo Queen ("Made in Heaven" y "Let me Live").
- Considerando lo anterior, podemos decir que Claire es seguidora de Queen.
- Claire Redfield es dos años mayor que Steve Burnside.[3][4]
- Claire Redfield y Jill Valentine nunca se han conocido en persona. Hasta la Película Resident Evil death island donde ambas están como protagonistas
- La actriz Ali Larter le dio vida en la película Resident Evil: Extinction en 2007, y en Resident Evil: Afterlife en 2010.
- A pesar de no aparecer en Resident Evil 6 es mencionada en más de una ocasión en el juego por Sherry (ella fue salvada por Claire en Resident Evil 2).
- En Ultimate Marvel vs. Capcom 3 en el modo Heroes & Heraldos, Claire aparece como una carta.
- Ella no suele utilizar vestidos ni faldas, ya que como se aprecia en sus trajes alrededor de toda la saga se le ve con pantalones largos y cortos.
- Apareció en Dead by Daylight como personaje alternativo de Jill Valentine.

## Apariciones

### Videojuegos
| N.º | Título                                  | Año  | Rol                   |
| --- | --------------------------------------- | ---- | --------------------- |
| 1.  | Resident Evil 2                         | 1998 | Protagonista          |
| 2.  | Resident Evil 3: Nemesis                | 1999 | Cameo                 |
| 3.  | Resident Evil Code: Veronica            | 2000 | Protagonista          |
| 4.  | Resident Evil Survivor 2: Code Veronica | 2001 | Protagonista          |
| 5.  | Resident Evil: The Darkside Chronicles  | 2009 | Protagonista          |
| 7.  | Resident Evil: The Mercenaries 3D       | 2011 | Protagonista          |
| 8.  | Resident Evil: Operation Raccoon City   | 2012 | Jugable               |
| 9.  | Onimusha Soul                           | 2012 | Jugable               |
| 10. | Resident Evil: Revelations 2            | 2015 | Protagonista          |
| 11. | Resident Evil 2 (Remake)                | 2019 | Protagonista          |
| 12. | Dead by Daylight                        | 2021 | Personaje alternativo |

### Películas
| N.º | Título                           | Publicación |  | Rol          |
| --- | -------------------------------- | ----------- |  | ------------ |
| 1.  | Resident Evil: Extinción         | 2007        |  | Protagonista |
| 2.  | Resident Evil: Degeneration      | 2008        |  | Protagonista |
| 3.  | Resident Evil: Afterlife         | 2010        |  | Protagonista |
| 4.  | Resident Evil: Retribution       | 2012        |  | Mencionada   |
| 5.  | Resident Evil: The Final Chapter | 2017        |  | Protagonista |
| 6.  | Resident Evil                    | 2021        |  | Protagonista |
| 7.  | Resident Evil death island       | 2023        |  | Protagonista |

### Libros y Mangas
| N.º | Título                          | Publicación | Rol          |
| --- | ------------------------------- | ----------- | ------------ |
| 1.  | Resident Evil: City of the Dead | 1999        | Protagonista |
| 2.  | Resident Evil: Underworld       | 1999        | Protagonista |
| 3.  | Resident Evil Código Verónica   | 2001        | Protagonista |
| 4.  | Resident Evil: Heavenly Island  | 2015        | Protagonista |

### Series de televisión
| N.º | Título                           | Año  | Rol          | Difusión |
| --- | -------------------------------- | ---- | ------------ | -------- |
| 1.  | Resident Evil: Infinite Darkness | 2021 | Protagonista | Netflix  |

### Otros
| N.º | Título                                | Publicación | Rol          | Observación     |
| --- | ------------------------------------- | ----------- | ------------ | --------------- |
| 1.  | Resident Evil: The Deck Building Game | 2010        | Protagonista | Juego de cartas |